# 모리야마 료지
모리야마 료지(일본어: 森山 良二, 1963년 7월 20일 ~ )는 일본의 전 프로 야구 선수이자 야구 지도자이며, 현재 후쿠오카 소프트뱅크 호크스 1군 투수 코치이다. 후쿠오카현 기타큐슈시 출신이며 현역 시절 포지션은 투수였다.

## 인물

### 프로 입단 전
후쿠오카 대학 부속 오호리 고등학교에서는 입학 때부터 타의 추종을 불허하는 위력적인 구위를 자랑하여 3학년 때 여름에는 1981년의 에이스로서 하계 고시엔 대회(제63회 전국 고등학교 야구 선수권 대회)에 출전했다. 첫 경기이자 2차전 상대인 하코다테 대학 부속 유토 고등학교를 5피안타 2실점으로 막아내고 완투 승리를 거두었으나 3차전에서 진제이 고등학교에게 패했다. 와세다 대학을 진학 목표로 2년 간의 재수 끝에 기타큐슈 대학에 진학했다.
2학년 가을이던 1985년에는 에이스로서 규슈 6대학 리그에서 팀을 3위로 이끄는 원동력이 됐으나 고교 시절부터 주목하고 있었던 세이부 라이온스의 구단 관리부장 네모토 리쿠오가 접촉하여 입단 제의를 받고 그 해에 대학을 중퇴했다. 이듬해 야구부가 없는 ONO 푸드에 입사하여 레스토랑의 카운터에서 계산하는 것 등을 맡으며 1986년 11월 프로 야구 드래프트 회의에선 거의 ‘노 마크’된 상태에서 세이부로부터 단독 1순위로 지명을 받았다. 담당 스카우트는 구스키 도루였으며 계약금과 연봉은 각각 5,000만 엔, 480만 엔(모두 추정치)으로 계약을 맺었다.

### 프로 야구 선수 시절
타자로서의 소질에도 정평이 나있었지만 결국엔 투수가 되면서 프로 1년째인 1987년 자체 개인 훈련의 단계에서 뛰어난 신체 능력을 발휘해 모리 마사아키 감독에게서 높은 밸런스의 능력을 갖췄다는 평가를 받았다. 9월 10일에는 데뷔 이후 처음으로 1군에서의 등판을 이뤘고 10월 13일에는 프로 데뷔 첫 선발로 등판하여 시즌 첫 승리를 거두었다. 그해 일본 시리즈에서는 1차전의 구원으로 등판해 1이닝을 1피안타 무실점으로 막아냈다.
프로 2년째인 이듬해 1988년에는 히가시오 오사무의 출장 정지와 오노 가즈유키의 이적도 있어 선발 로테이션에 들어가 팜볼을 무기로 전반기에만 8승을 올리는 등 선발진의 일각으로 활약했다. 후반기에는 팜볼의 제구가 되지 않아 슬럼프를 겪었지만 시즌에서 10승을 기록했고 같은 해 일본 시리즈 4차전에선 최소 피안타의 시리즈 타이 기록이 되는 2피안타 완봉 승리를 거두어 우수 선수상을 수상했다. 이러한 활약을 평가받아 신인왕을 차지했고 오프 시즌에는 1,000만 엔이 상승한 연봉 1,500만 엔(추정치)으로 계약을 갱신했다.
그러나 1989년에는 팔꿈치와 어깨 통증으로 2경기에 등판에만 그쳤고 이듬해 1990년에는 시범 경기에서 호투하여 선발 복귀를 목표로 두었지만 단 한 번도 승리 투수가 되지 못했다. 1991년경부터 ‘연투파’로의 전향을 목표로 1993년 시즌 개막 직전인 3월 24일에 시미즈 요시유키와의 맞트레이드로 나카무라 히데오와 함께 요코하마 베이스타스로 이적했다. 요코하마에서는 중간 계투나 로테이션의 선발을 맡아 6월 6일 주니치 드래건스전에서 5년 만에 선발 승리를 거뒀다. 그 후 1995년 시즌 끝으로 현역에서 은퇴했다.

### 그 후
1996년에는 요코하마 1군 투수 코치 보좌로 발탁됐고 이듬해 1997년에는 2군 투수 코치 보좌로 전환되면서 그 해를 마지막으로 퇴단했다. 요코하마 퇴단 후에는 현역 시절 친정팀인 세이부로 복귀해 1998년부터 1999년, 2001년부터 2002년, 2004년부터 2005년까지 2군 투수 코치 겸 트레이닝 코치, 2000년에는 2군 투수 코치, 2003년과 2006년부터 2007년에 걸쳐서 1군 투수 코치(불펜 담당) 겸 트레이닝 코치를 맡았다. 2007년에는 팀 평균 자책점이 5위에 그칠 정도의 침체를 겪는 등 26년 만에 B클래스로 마감하여 그해 10월 7일에 구단측으로부터 다음 시즌의 계약을 맺지 않겠다는 통보를 받고 퇴단했다. 2007년에 코치 계약이 끝나면서 타 구단으로의 이적도 백지화돼있던 차에 시코쿠 아일랜드 리그의 후쿠오카 레드 와블러스로부터 감독 취임 요청을 받고 이것을 수락했다. 현지에서의 인망이 두텁고, 또한 프로에서의 실적이 있는 점을 평가받았다고 한다. 프로에 들어가는 선수가 탄생하는 것을 목표로 2008년부터 2009년까지 감독을 맡았고 구단이 리그전 참가를 포기한 것과 동시에 팀을 퇴단했다.
2010년에 도호쿠 라쿠텐 골든이글스의 1군 투수 코치(불펜 담당)로 발탁됐고(2015년에만 2군 투수 코치) 2018년 6월 16일, 팀 성적 부진에 대한 책임을 지고 사임한 나시다 마사타카 감독의 사임에 의해 불펜 담당에서 벤치 담당으로 보직이 변경됐다. 2019년 시즌 종료 후 계약 만료에 의해서 라쿠텐을 퇴단했다.
2019년 11월 4일, 후쿠오카 소프트뱅크 호크스 1군 투수 코치로 발탁됐고 등번호는 92번으로 정했다.

## 플레이 스타일
최고 속도 143 km/h의 속구와 팜볼에 더해 커브나 슬라이더를 구사했다. 또한 제구가 좋을 뿐만 아니라 강속구가 낮은 쪽으로 잘 들어가고 마운드에서의 배짱이 좋은 것도 정평이 나있다.

## 에피소드
- 프로 선수 시절에는 신인왕을 차지하는 등의 활약을 보였지만 부상 등의 어려움도 경험하고, 고압적인 성격이 아니어서 후배에게 호감을 얻는 성격이었다고 한다.[15]
- 1988년 시범 경기에서 주니치를 상대로 호투했을 때 호시노 센이치 감독이 경기 종료 후에 가진 인터뷰에서 “어째서 저런 알 수 없는 투수에게서 당하는 건가”라고 말했다. 이 일이 그 해 열린 일본 시리즈 4차전에서의 완봉으로 이어졌고 경기 중 벤치로 돌아올 때마다 주니치의 벤치를 노려보았다고 한다.[19] 또한 2011년에는 1군 투수 코치를 역임하는 라쿠텐의 감독으로 호시노가 취임하게 된다.

## 상세 정보

### 출신 학교
- 후쿠오카 대학 부속 오호리 고등학교
- 기타큐슈 대학(중퇴)

### 선수 경력
- 세이부 라이온스(1987년 ~ 1992년)
- 요코하마 베이스타스(1993년 ~ 1995년)

### 지도자 경력
- 세이부 라이온스 2군 투수 코치 겸 트레이닝 코치(1998년 ~ 1999년, 2001년 ~ 2002년, 2004년 ~ 2005년)
- 세이부 라이온스 2군 투수 코치(2000년)
- 세이부 라이온스 1군 투수 코치(불펜 담당) 겸 트레이닝 코치(2003년, 2006년 ~ 2007년)
- 후쿠오카 레드 와블러스 감독(2008년 ~ 2009년)
- 도호쿠 라쿠텐 골든이글스 1군 투수 코치(2010년 ~ 2019년)
- 후쿠오카 소프트뱅크 호크스 1군 투수 코치(2020년 ~ )

### 수상·타이틀 경력
- 신인왕(1988년)
- 일본 시리즈 우수 선수상 : 1회(1988년)

### 개인 기록
- 첫 등판 : 1987년 9월 11일, 대 난카이 호크스 22차전(세이부 라이온스 구장), 7회초 2사에 5번째 투수로서 구원 등판·마무리, 2와 1/3이닝 1실점
- 첫 탈삼진 : 상동, 9회초에 가도타 히로미쓰로부터
- 첫 선발·첫 승리 : 1987년 10월 13일, 대 난카이 호크스 26차전(세이부 라이온스 구장), 6이닝 2실점
- 첫 완투 승리 : 1988년 4월 19일, 대 롯데 오리온스 1차전(헤이와다이 야구장), 9이닝 2실점
- 첫 완봉 승리 : 1988년 5월 11일, 대 닛폰햄 파이터스 4차전(도쿄 돔)

### 등번호
- 31(1987년 ~ 1993년)
- 24(1993년 ~ 1995년)
- 84(1996년 ~ 1997년)
- 80(1998년 ~ 2009년)
- 72(2010년 ~ 2019년)
- 92(2020년 ~ )

### 연도별 투수 성적
| 연 도      | 소 속      | 등 판 | 선 발 | 완 투 | 완 봉 | 무 4 구 | 승 리 | 패 전 | 세 이 브 | 홀 드 | 승 률 | 타 자 | 이 닝 | 피 안 타 | 피 홈 런 | 볼 넷 | 고 4 | 몸 맞 | 탈 삼 진 | 폭 투 | 보 크 | 실 점 | 자 책 점 | 평 자 책 | W H I P |
| ---------- | ---------- | ----- | ----- | ----- | ----- | ------- | ----- | ----- | -------- | ----- | ----- | ----- | ----- | -------- | -------- | ----- | ---- | ----- | -------- | ----- | ----- | ----- | -------- | -------- | ------- |
| 1987년     | 세이부     | 4     | 1     | 0     | 0     | 0       | 1     | 0     | 0        | --    | 1.000 | 43    | 10.2  | 9        | 1        | 1     | 0    | 0     | 6        | 0     | 0     | 4     | 2        | 1.69     | 0.94    |
| 1988년     | 세이부     | 28    | 24    | 10    | 2     | 2       | 10    | 9     | 0        | --    | .526  | 706   | 169.0 | 166      | 12       | 41    | 4    | 4     | 77       | 3     | 0     | 72    | 65       | 3.46     | 1.22    |
| 1989년     | 세이부     | 2     | 1     | 0     | 0     | 0       | 0     | 0     | 0        | --    | ----  | 30    | 5.1   | 11       | 0        | 4     | 1    | 0     | 2        | 0     | 0     | 7     | 7        | 11.81    | 2.81    |
| 1990년     | 세이부     | 7     | 1     | 0     | 0     | 0       | 0     | 1     | 0        | --    | .000  | 64    | 13.2  | 20       | 3        | 6     | 1    | 0     | 8        | 2     | 0     | 13    | 13       | 8.56     | 1.90    |
| 1991년     | 세이부     | 3     | 0     | 0     | 0     | 0       | 0     | 0     | 0        | --    | ----  | 36    | 8.2   | 11       | 0        | 2     | 1    | 0     | 3        | 0     | 0     | 2     | 2        | 2.08     | 1.50    |
| 1992년     | 세이부     | 6     | 0     | 0     | 0     | 0       | 0     | 1     | 0        | --    | .000  | 52    | 10.2  | 14       | 5        | 5     | 0    | 1     | 6        | 2     | 0     | 9     | 9        | 7.59     | 1.78    |
| 1993년     | 요코하마   | 13    | 10    | 0     | 0     | 0       | 2     | 3     | 0        | --    | .400  | 205   | 45.0  | 48       | 9        | 26    | 0    | 0     | 33       | 1     | 0     | 28    | 26       | 5.20     | 1.64    |
| 1994년     | 요코하마   | 18    | 4     | 0     | 0     | 0       | 1     | 0     | 0        | --    | 1.000 | 173   | 41.0  | 45       | 5        | 9     | 2    | 0     | 16       | 3     | 0     | 20    | 18       | 3.95     | 1.32    |
| 1995년     | 요코하마   | 5     | 1     | 0     | 0     | 0       | 0     | 1     | 0        | --    | .000  | 48    | 10.1  | 10       | 2        | 8     | 0    | 1     | 5        | 0     | 1     | 5     | 5        | 4.35     | 1.74    |
| 통산 : 9년 | 통산 : 9년 | 86    | 42    | 10    | 2     | 2       | 14    | 15    | 0        | --    | .483  | 1357  | 314.1 | 334      | 37       | 102   | 9    | 6     | 156      | 11    | 1     | 160   | 147      | 4.21     | 1.39    |